# Șulim Sudit
Șulim Sudit (în idiș שלום סודיט‎; n. 1904, Rezina-Târg, gubernia Basarabia, Imperiul Rus – d. 1997, Nahariia, Districtul de Nord, Israel) a fost un evreu basarabean, scriitor, dramaturg și lexicograf moldovean și israelian.

## Biografie
S-a născut în târgul Rezina (acum oraș și centru raional din Republica Moldova) din ținutul Orhei, gubernia Basarabia, (Imperiul Rus). A obținut diplomă în drept și în 1928 și-a început practica juridică la Fălești. În anii 1930, a locuit la Bălți, unde a continuat să practice profesia de avocat și a fost activist al organizației educaționale evreiești Cultur-lige („Liga culturală”).
A început să publice în anii 1930 în periodice de la Chișinău; a publicat poezie, proză, piese de teatru și eseuri. A fost publicat în limba rusă în ziarul Бессарабское слово („Cuvânt basarabean”). În 1931 a publicat broșura critică „«Raiul» bolșevic: Cum se trăește în Rusia Sovietică” în română. În 1939, la Bălți, a publicat două colecții de dramă și poezie satirică: Nai-Kasrilevke: în shpigl fun satire („Noua Kasrilevka: în oglinda satirei”) și Kleine Mancheleh: ven world derzeyen zih in shtigl („Oameni mici: când ne recunoaștem în oglindă”), cu o referire la operele cu același nume de Șalom Aleihem și Mendele Moher Sfarim. La Bălți, a prietenit cu prozatorul Herș-Leib Kajber, despre care a lăsat amintiri.
După ocuparea Basarabiei de către URSS, a fost arestat și a petrecut 10 ani în lagăre de muncă sovietice, apoi a locuit la Bălți, Călărași, Strășeni și Chișinău, dar nu a mai fost publicat. A studiat dialectul basarabean al limbii ebraice și a compilat un dicționar de șapte sute de romanisme idiș idiomatice de origine moldovenească (română).
În 1972 a emigrat în Israel, unde a colaborat în mod regulat cu publicația anarhistă în idiș Problemen („Probleme”, publicată la Tel Aviv), revista Unzar Shtime („Vocea noastră”, Paris), Yisroel-Shtime („Vocea Israelului”) și Doram Africa („Africa de Sud”). În anii 1970 și 80 a participat la proiectul „Marele dicționar al limbii ebraice” (Groisar Werterbuh Fun Der Yidischer Sprah), în care a trimis rezultatele cercetărilor sale lexicografice din anii 1960 de la Chișinău. În 1992, a fost publicată cartea sa despre acest proiect, Groiser Yidisher Verterbuh („Marele dicționar al limbii ebraice”).
A publicat o serie de 9 cărți de eseuri, printre care un studiu filologic al dialectului basarabean al limbii idiș, intitulat Bessaraber Yidisher Dialect („Dialectul basarabean al idișului”, 1984) și o colecție de poezii despre poeți și scriitori, intitulată Mame-Loshn Yiddish („Idișul nativ”, 1982). Ultima sa carte, Politish-historishe eseen („Eseuri politico-istorice”), a fost publicată la Nahariya în 1992; 